# Deutsche Uhrmacherschule Glashütte

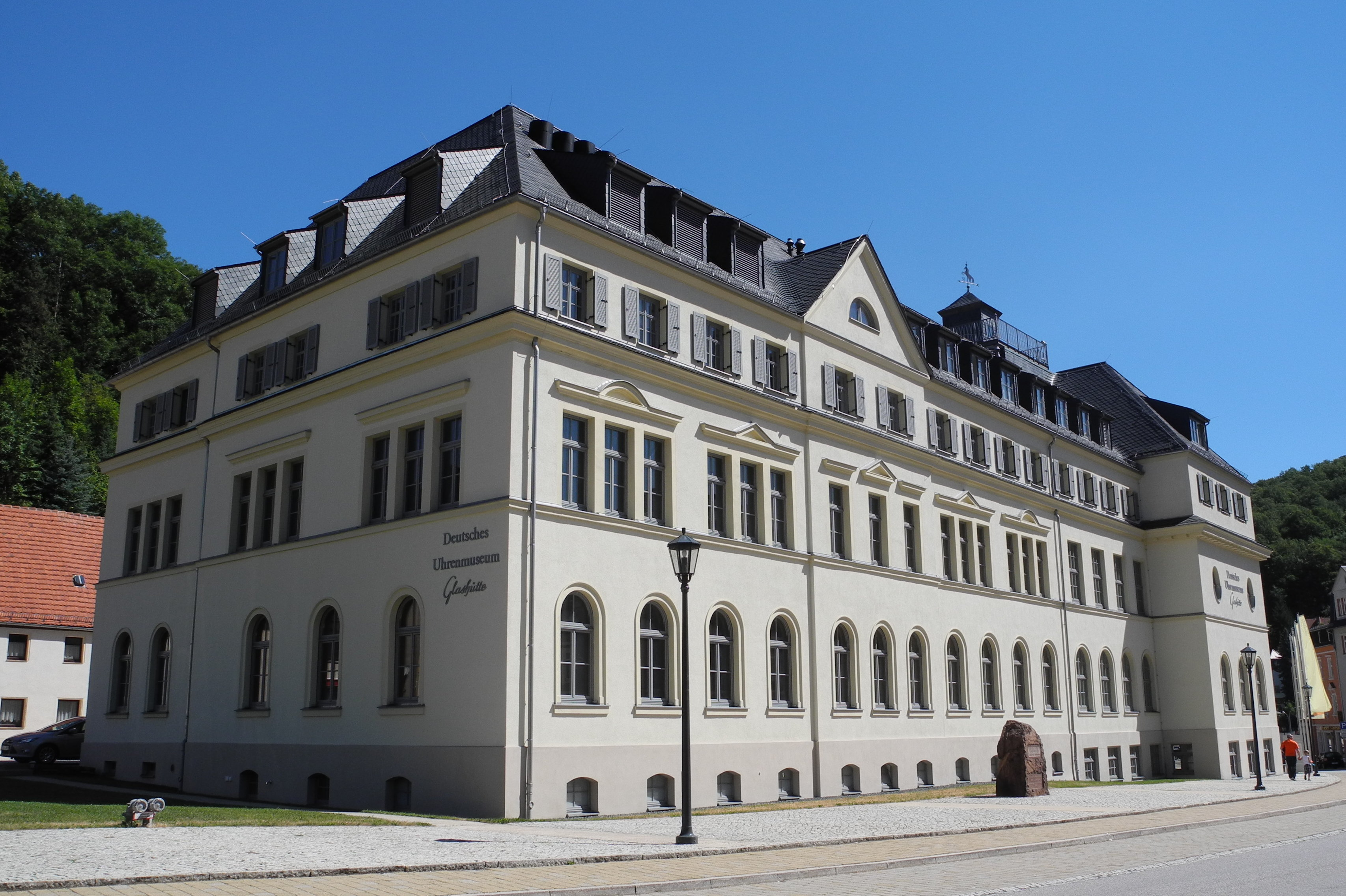
Das Gebäude der ehemaligen Uhrmacherschule Glashütte

Die Deutsche Uhrmacherschule Glashütte (DUS) wurde 1878 auf Initiative von Karl Moritz Großmann in Glashütte gegründet und bestand, als Ingenieurschule für Feinwerktechnik Glashütte, bis 1992. Im früheren Schulgebäude befindet sich jetzt das Deutsche Uhrenmuseum Glashütte.

## Die Gründung der Deutschen Uhrmacherschule
Auf Anregung Großmanns fand vom 5. bis 7. September 1876 eine Tagung der deutschen Uhrmacher auf Einladung des „Vereins Berliner Uhrmacher“ in Harzburg statt. Punkt vier der Tagesordnung lautete: „Würde die Gründung einer Deutschen Uhrmacherschule bzw. Fortbildungsanstalt in Glashütte machbar sein?“ Auf der Tagung wurden dann lediglich die Ausführbarkeit der Einrichtung zur Diskussion gestellt, weil Glashütte von vornherein als der wohl geeignetste Ort angesehen wurde.
In Wiesbaden wurde auf der außerordentlichen Tagung vom 9. bis 11. September 1877 der Beschluss gefasst, die Gründung der Deutschen Uhrmacherschule in Glashütte vorzunehmen. Unter Leitung von Großmann bildete sich am 12. Oktober 1877 der Ortsausschuss für die Angelegenheiten Schule. Dem Ausschuss gehörten Adolf Schneider, Julius Assmann, Richard Lange, August Gläser, Ludwig Strasser und Volksschuldirektor Carl Schaarschmidt an. Der Umstand, dass die Sächsische Staatsregierung die Gewerbeförderung als eine ihrer wichtigsten Aufgaben ansah, sollte sich bei der Gründung der Deutschen Uhrmacherschule in Glashütte positiv auswirken. Mit finanzieller Unterstützung der Sächsischen Regierung unternahm Großmann Studienreisen zu ausländischen Schulen in Genf, La Chaux-de-Fonds, Le Locle, Biel, Paris, Besançon und Cluses. Die Anregungen und Informationen, die Großmann bei diesen Reisen sammelte, flossen bei den vorbereitenden Planungen der Uhrmacherschule Glashütte mit ein.

## Die Ausbildung an der DUS
Am 1. Mai 1878 nahm Großmann im Namen des Zentralverbandes der Deutschen Uhrmacher die Eröffnung der Schule in einem feierlichen Festakt vor.
Auf Basis der Erfahrungswerte der ersten Jahre des Schulbetriebes erfolgte erstmals 1882 eine Anpassung und Neuregelung der Schulordnung. Bis zu dieser Änderung gehörten die Schülerarbeiten der Uhrmacherschule. Die Erlöse aus dem Verkauf dieser Arbeiten dienten zur Deckung der anfallende Kosten. Die neue Satzung sah unter anderem vor, dass die Arbeiten der Schüler in deren Besitz verbleiben.
Die von den Schülern der DUS gefertigten Arbeiten waren unterschiedlicher Art. Neben einer Anzahl von bestimmten Werkzeugen fertigte jeder Schüler ein Gangmodell der Ankerhemmung, ein Tastmikrometer und mindestens eine Ankeruhr. Die verschiedenen Schülerarbeiten der Deutschen Uhrmacherschule sind heute interessante Beleg- und Sammlerstücke Glashütter Ursprungs und erzielen durch ihren Seltenheitswert teilweise sehr hohe Preise auf exklusiven Auktionen. Von 1878 bis 1951 wurden nur 4.410 Neuarbeiten angefertigt. Dazu zählen die Gangmodelle, Messwerkzeuge und Taschenuhren mit unterschiedlichen Abmessungen und Hemmungssystemen sowie Beobachtungsuhren, Chronometer und Sekundenpendeluhren. Die 36 an der DUS in verschiedener Ausführung gefertigten Tourbillon-Uhren tragen außer der laufenden Schulnummer zusätzlich eine Sondernummer der Uhrmacherschule. Als letzte Schuluhr mit dem Kaliber 43 wird im Schulbuch 2 die Schülerarbeit Nr. 4.407 von Renate Jacob aufgeführt. Die letzte Schulnummer 4.410 wurde für ein Chronometer-Gangmodell vergeben, das als Gemeinschaftsarbeit entstand.

## Die Uhrmacherschule im Dritten Reich
Am 6. März 1934 wurde auf der Sonderschau Sachsens Fleiß in Leipzig das Hitler-Tourbillon, eine von den besten Schülern der Deutschen Uhrmacherschule gefertigte Tourbillon-Uhr mit Ankerhemmung, an das Staatsoberhaupt Deutschlands übergeben.
Durch die Verkündung der „Nürnberger Rassengesetze“ am 15. September 1935 bahnten sich die ersten Einschnitte in der weiteren Entwicklung der Uhrmacherschule an. Weil eine Mitgliedschaft in Vereinen nur noch sogenannten „Vollariern“ gestattet war, musste die Schülervereinigung Saxonia reorganisiert werden. Sie wurde am 27. Juni 1936 in Bund ehemaliger Schüler der Deutschen Uhrmacherschule umbenannt.
Am 1. April 1940 wurde auf Betreiben des damaligen Reichsinnungsmeisters Hans Flügel die DUS zur Meisterschule des Uhrmacherhandwerks erklärt.

## Die Uhrmacherschule in der DDR
Nach dem Zweiten Weltkrieg erhielt die Uhrmacherschule ihren ursprünglichen Namen Deutsche Uhrmacherschule Glashütte zurück. 1951 wurde daraus die Ingenieurschule für Feinwerktechnik Glashütte mit einer Fachrichtung „Zeitmesstechnik“ gebildet. Die Ingenieurschule bestand bis Ende 1992.